# Tatra 87
Der Tatra 87 war ein Personenkraftwagen der Oberklasse mit luftgekühltem Achtzylinder-V-Motor („V8“) des tschechoslowakischen Herstellers Tatra. Der Nachfolger des Tatra 77 a wurde – mit Unterbrechung durch den Zweiten Weltkrieg – von 1937 bis 1950 gebaut. Insgesamt 3.023 Fahrzeuge verließen das Werk in Kopřivnice (Nesselsdorf). Nachfolger war der 1956 vorgestellte Tatra 603.

## Geschichte

### Typ87
Der Tatra 87 wurde 1937 präsentiert. Er hatte eine viertürige halbselbsttragende Karosserie mit Mittelträgerrahmen mit Y-förmigen Auslegern. Beim Vorgänger 77 a war es noch eine Karosserie in Gemischtbauweise (Holzgerippe mit aufgenagelten, in Form tiefgezogenen oder getriebenen Stahlblechteilen) auf einem Plattformrahmen gewesen. Seine gegenüber dem Vorgängertyp etwas veränderte Karosserieform ergibt einen Strömungswiderstandskoeffizienten ({\displaystyle c_{\mathrm {w} }}) von 0,36 (1979 im VW-Klimawindkanal ermittelt und durch neuere Messungen in Großbritannien und Schweden bestätigt) und war mit einem Schiebedach ausgestattet. Der Einbau eines Autoradios war werksseitig vorbereitet (im Handbuch abgebildet ist der Telefunken-Autosuper IA-39).
Konstrukteure des Tatra 87 waren Hans Ledwinka und Erich Übelacker.
Der Hubraum des Motors war bei gleichbleibender Leistung etwas reduziert worden, das Gesamtgewicht war bei etwas geringerer Baulänge um 470 kg gesunken, was insbesondere auf die Verwendung leichterer Materialien zurückzuführen ist (der Motor- und Getriebeblock sowie weitere Bauteile bestehen aus Elektron, einer extrem leichten Magnesiumlegierung). Ebenso wie bei seinem Vorgänger war im Tatra 87 der luftgekühlte V8-Motor im Heck eingebaut, jedoch wurde die Kühlluftzufuhr bei höherer Geschwindigkeit verbessert. Für die damals neuen Autobahnen konzipiert, erreichte er eine Höchstgeschwindigkeit von 150 bis 160 km/h, als Reisegeschwindigkeit wurden 135 km/h empfohlen.
Im Jahr 1948 wurde die bisher im Art déco gestaltete Karosserie unter Beteiligung von František Kardaus modernisiert – mit in den voluminöseren vorderen Kotflügeln versenkten Scheinwerfern, modifizierten Stoßfängern und einer veränderten Innenausstattung (Instrumente in Elfenbein statt Schwarz) mit mehr Chromzierteilen am Armaturenbrett. Diese ab 1948 gebaute Version ist auch als Modell „Diplomat“ bekannt. Die neue Front ist jener des kleineren Tatra 600 ähnlich.
Von 1936 bis 1950 wurden 3.023 Fahrzeuge gebaut (eine andere Quelle nennt 3.056 Fahrzeuge), davon 1.371 bis 1945, die restlichen 1.652 Stück ab 1946. Die höchste Jahresproduktion lag 1948 bei 700 Fahrzeugen.

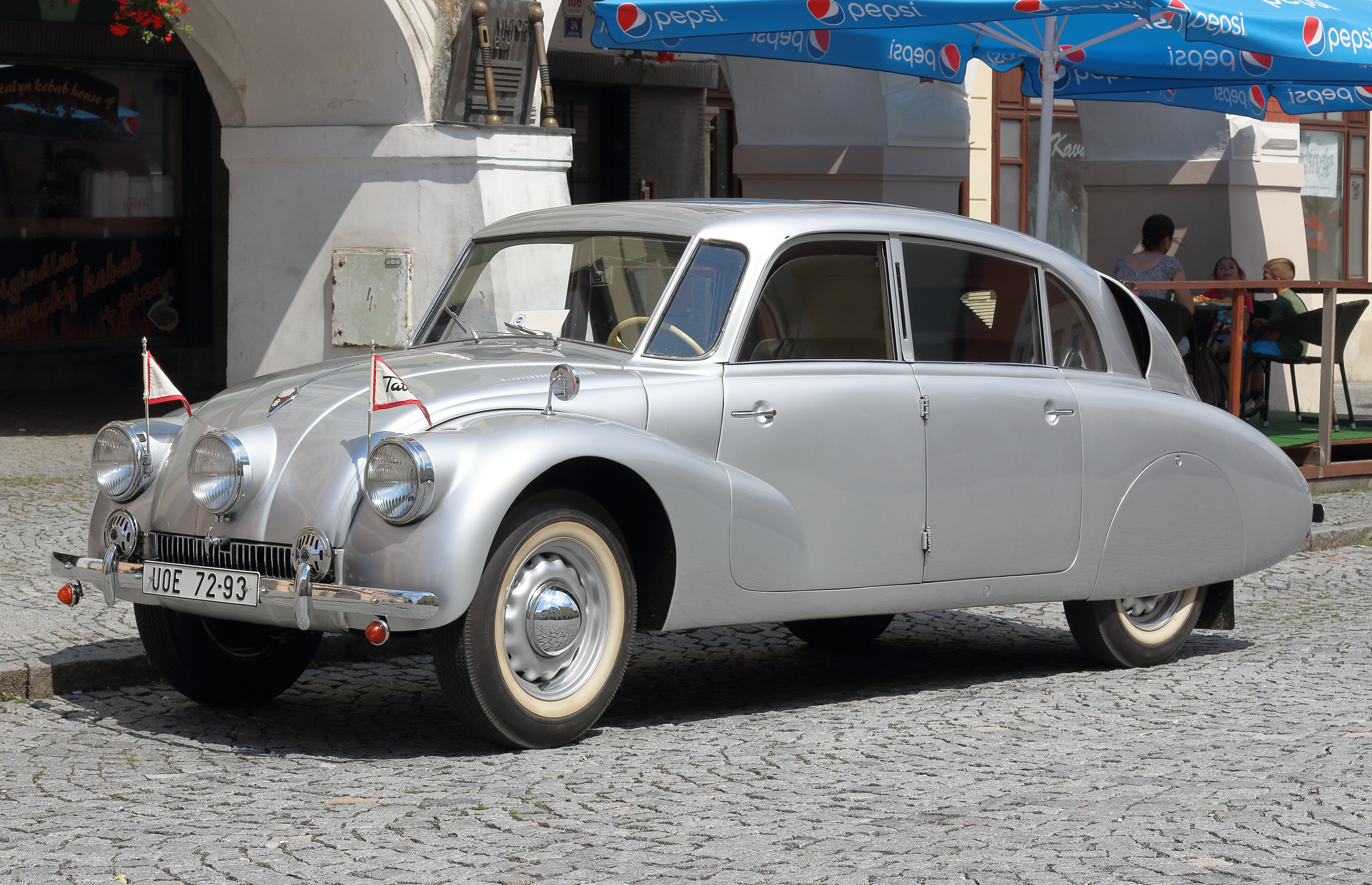
Tatra 87 (1937–1948), Front
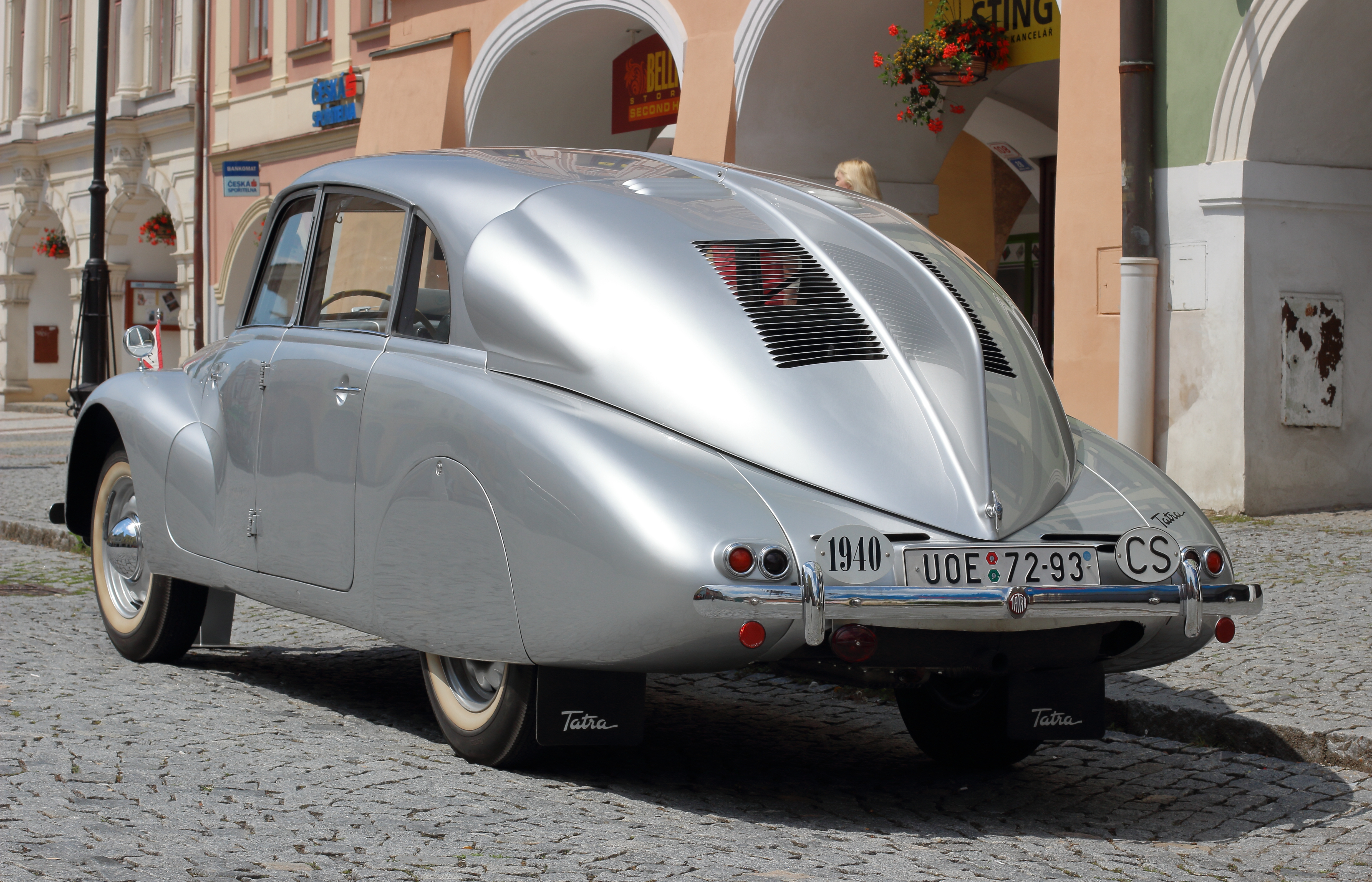
Tatra 87 (1937–1948), Heck
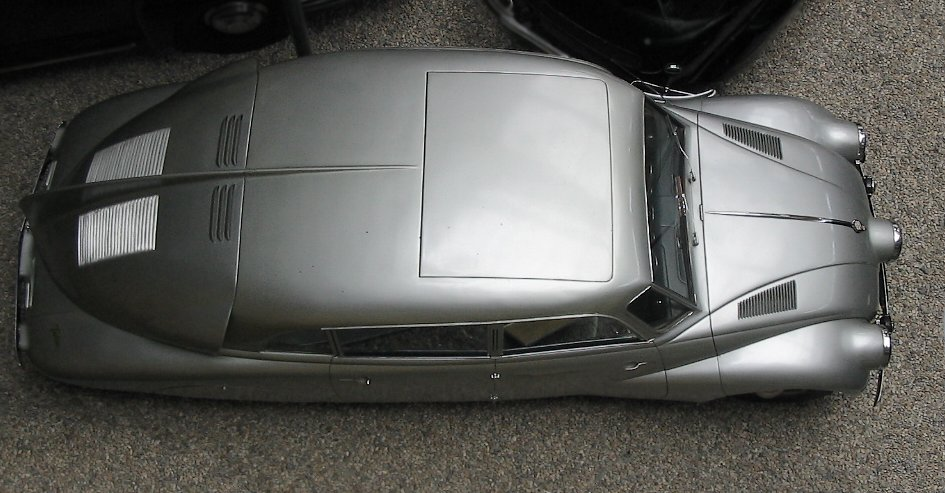
Tatra 87 (1937–1948), Dach mit serienmäßigem, hier geschlossenen Schiebedach
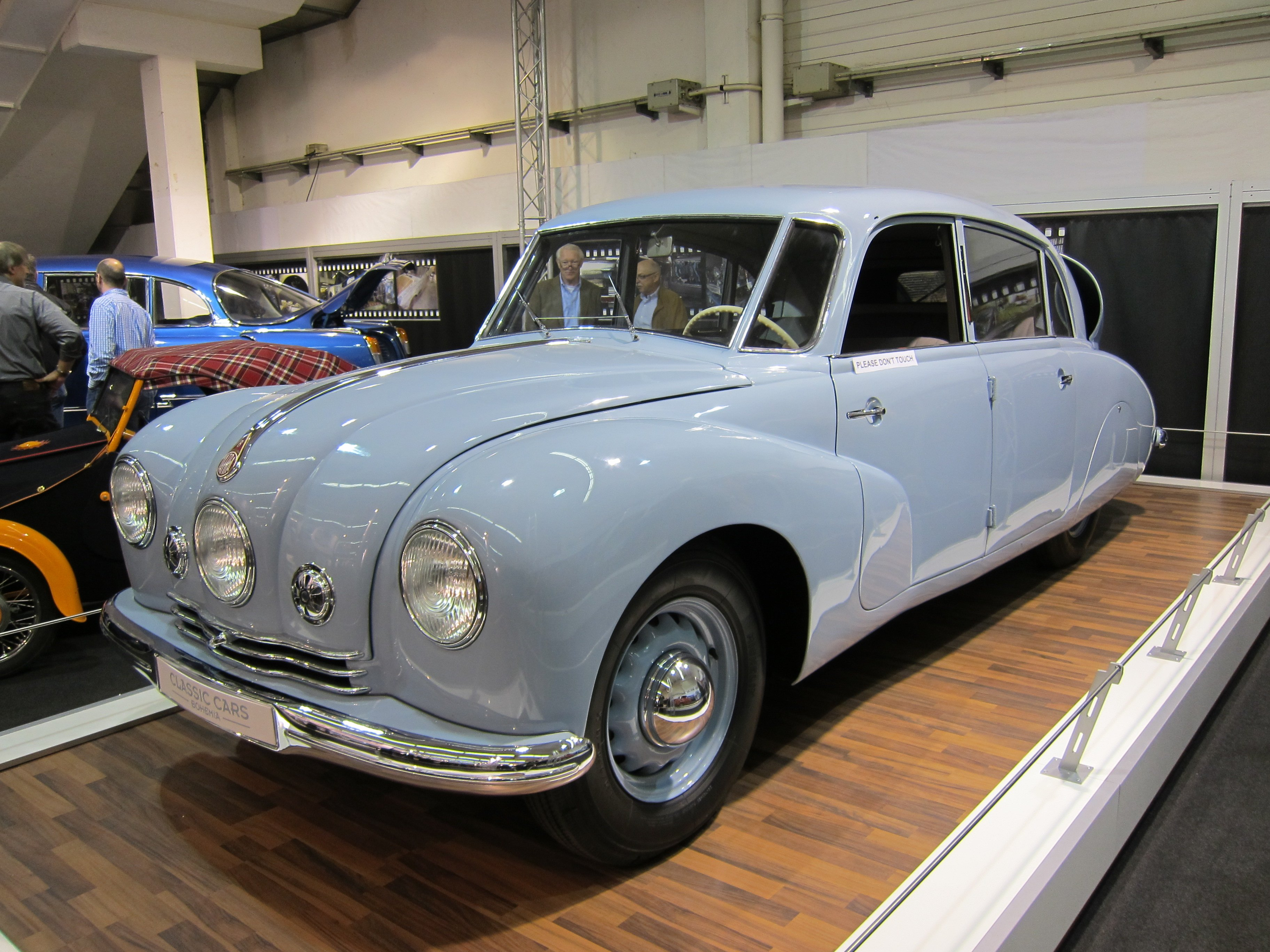
Tatra 87 (1948–1950)

### Typ87-603
Zwischen 1950 und 1953 wurden einige Exemplare des Typs 87 mit dem neuen OHV-Motor des 603 A ausgerüstet. Diese Versuchsfahrzeuge erhielten den Namen Tatra 87-603.

## Prominente Eigentümer des Tatra 87
Hans Ledwinka, der langjährige Konstrukteur der Tatra-Wagen, fuhr als Rentner in München noch einige Jahre lang einen bei der Ringhoffer AG in Wien restaurierten Tatra 87, den ihm sein Freund Felix Wankel geschenkt hatte. Dieses Exemplar ist nun im Deutschen Museum in München ausgestellt.
- Josef Kardinal Beran (1888–1969), Erzbischof von Prag
- Ernst Heinkel (1888–1958), Flugzeugkonstrukteur
- Erwin Rommel (1891–1944), Feldmarschall der deutschen Wehrmacht
- Fritz Todt (1891–1942), NS-Reichsminister, Leiter der Organisation Todt
- John Steinbeck (1902–1968), Autor, Nobelpreisträger für Literatur
- Max Mannheimer (1920–2016), Überlebender des Holocaust, Publizist
- Jay Leno (* 1950),[3] Komiker und Fernsehmoderator
- Eliška Junková (1900–1994), Rennfahrerin
- Emil František Burian (1904–1959), Theaterregisseur
- Faruq (1920–1965), ägyptischer König
- Vítězslav Nezval (1900–1958), Dichter
- Klement Gottwald (1896–1953), Staatspräsident
- Antonín Zápotocký (1884–1957), Staatspräsident
- Norman Foster (* 1935), Architekt
- Jiří Hanzelka (1920–2003) und Miroslav Zikmund (1919–2021), Autoren, die ab 1947 eine Weltreise mit dem Auto unternahmen

## Technische Daten

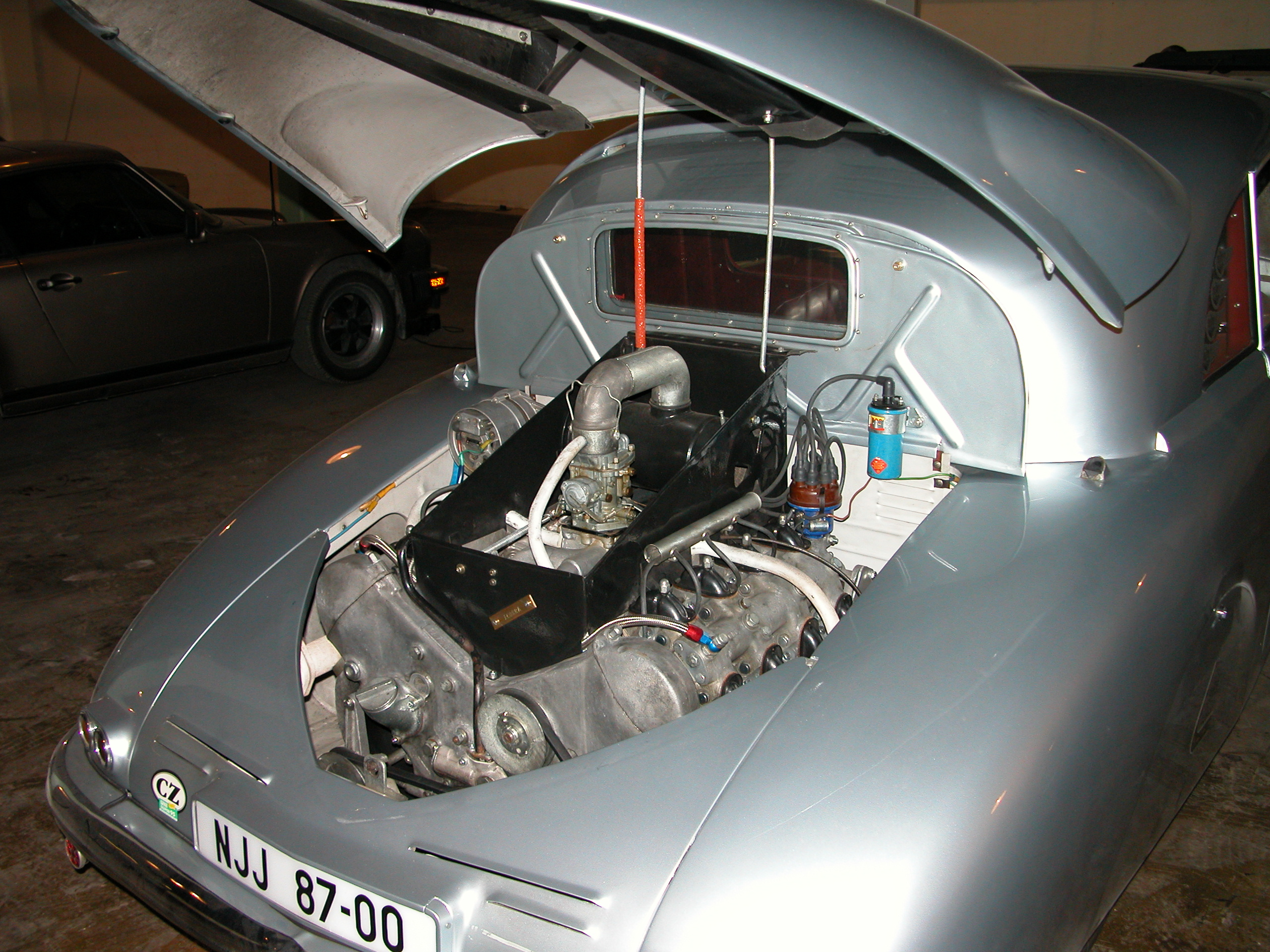
Luftgekühlter Achtzylinder-V-Motor des Tatra 87

Der Motor des Tatra 87 wurde für verschiedene Zwecke verwendet, unter anderem für den Prototyp des Amphibienfahrzeugs SG 7 (1943) von Hans Trippel und stationäre Stromerzeugungsaggregate. Auch im motorisierten Schneeschlitten Tatra V 855, der auf dem Typ 87 basiert, wurde dieser Motor verwendet.

### Typ87 Baujahr 1937–1950
- Allgemeines
  - Länge: 4740 mm
  - Breite: 1670 mm
  - Gesamthöhe: 1500 mm
  - Radstand: 2850 mm
  - Spurweite vorne: 1250 mm
  - Spurweite hinten: 1250 mm
  - Bodenfreiheit: 230 mm
  - Leergewicht: 1370 kg
  - Tankinhalt: 55 l
- Motor[4]
  - Achtzylinder-V-Motor, luftgekühlt (zwei radiale Kühlgebläse)
  - Bohrung × Hub: 75 mm × 84 mm
  - Hubraum: 2969 cm3
  - Leistung: 55 kW (75 PS) bei 3600/min
  - Verdichtungsverhältnis: 5,6:1
  - Mittlerer Arbeitsdruck: 6,2 bar
  - Kolben: BHB
  - Zündfolge: 1–2–7–8–6–3–4–5
  - Ventilsteuerung: je Zylinderbank eine obenliegende Nockenwelle (OHC)
  - Ventilspiel (Einlass/Auslass): 0,15 mm
  - Ölvolumen: 8 l
  - Ölfilter: externer Spaltfilter, Auto-Klean V2
  - Vergaser: Stromberg EE1, Solex 30 FFIK oder AAIP, alternativ Jikov 30 SSOP
  - Masse: 188 kg
- Kupplung und Getriebe
  - Einscheibentrockenkupplung Fichtel & Sachs HZ 18
  - Viergang-Schaltgetriebe mit Mittelschaltung, 3. und 4. Gang synchronisiert. Ölinhalt 5 Liter
  - Übersetzungsverhältnisse: 1. – 4,7:1; 2. – 2,95:1; 3. – 1,56:1; 4. – 1,04:1; Rückwärtsgang: 5,92:1
  - Achsübersetzung: 3,15:1
- Fahrgestell und Bremsen
  - Antriebsart: Heckantrieb über die gelenklose Tatra-Pendelachse mit auf zwei Antriebsritzeln abwälzenden Tellerrädern
  - Bremssystem: hydraulisch (ATE-Lockheed)
  - Stoßdämpfer: Hebel (Boge) oder Teleskop (Delco Remy Direct Acting)
  - Vorderachse: Parallelogrammfederachse
  - Hinterachse: Halbelliptikfedern (cantilever) im Winkel von 45°
  - Lenkung: Zahnstange
- Räder und Reifen
  - Felgen: V/H: 16″
  - Reifen: 6,50 × 16″
- Elektrische Anlage
  - 12-Volt-Batterie Bosch, alternativ Scintilla oder PAL
  - Zündkerzen: Bosch W175T1 (W7AC), Beru 175/14 (14-8 AU), Champion L85 (L87YC), alternativ NGK B5HS oder Brisk N15YC
  - Zündverteiler: Bosch VL8/VG8, alternativ Scintilla NBN8d oder PAL 02/9208.04 (linkslaufend)
  - Zündspule: Bosch TE 12/1 oder TK 12/3, Scintilla 1BX oder PAL
  - Lichtmaschine: Bosch RJJ 150/12/1400 L8 mit Reglerschalter SSM 23/65 Z bzw. RJJK 150/12/1400 A L19 mit Reglerschalter RS/GK 130..150/12/2, Scintilla oder PAL 150W (linkslaufend)
  - Anlasser: Bosch BJH 1,4/12 LS 32 oder BJH 1,4/12 L3 Z9, Scintilla 10FR 1,3HP (später 1,5HP) oder PAL
  - Sonstige elektrische Ausrüstung (Bosch): Horn FDE 12/3, FDE 12/4. Abblendschalter SSH 11/5 Z. Schaltkasten (Lichtschalter) SSH 59/7 Z. Winkerschalter SSH 55/8 Z. Bremslichtschalter SSH 3/5 Z. Sicherungsdose SEA 18 L 6 Z. Wischmotor WV 12 S 177 mit Zubehörgruppe DZU 522/29 Z. Breitstrahler NE 170/12 A 2. Batterie BKK 667 C 2.
- Fahrleistungen
  - Höchstgeschwindigkeit: 150–160 km/h (Werksangabe)
  - Normverbrauch: 12,2 l/100 km
  - Maximale Steigfähigkeit: 35 bis 40 %

Produzierte Anzahl: 3.023

### Typ 87-603 Baujahr 1950
- Länge: 4740 mm
- Breite: 1670 mm
- Gesamthöhe: 1500 mm
- Motor: V8-Motor mit zwei obenliegenden Nockenwellen (DOHC), luftgekühlt mit zwei Radialgebläsen[5]
- Hubraum: 2545 cm³
- Leistung: 70 kW (95 PS) bei 5000/min
- Getriebe: Einscheiben-Trockenkupplung, Viergang-Schaltgetriebe mit Mittelschaltung, 2., 3. und 4. Gang synchronisiert
- Antriebsart: Heckantrieb
- Leergewicht: etwa 1400 kg
- Höchstgeschwindigkeit 160 km/h (Werksangabe)

## Produktionszahlen
| Jahr   | Stückzahl | Bemerkungen           |
| ------ | --------- | --------------------- |
| 1936   | 0002      |                       |
| 1937   | 0005      |                       |
| 1938   | 0169      | + 2 Cabriolets        |
| 1939   | 0446      |                       |
| 1940   | 0308      |                       |
| 1941   | 0286      |                       |
| 1942   | 0110      |                       |
| 1943   | –         |                       |
| 1944   | –         |                       |
| 1945   | 0045      |                       |
| 1946   | 0175      |                       |
| 1947   | 0466      |                       |
| 1948   | 0700      |                       |
| 1949   | 0089      |                       |
| 1950   | 0220      | + einige Expl. 87-603 |
| Gesamt | 3.023     |                       |